# Acaroceras pugio
Acaroceras pugio är en kvalsterart som beskrevs av Balogh 1962. Acaroceras pugio ingår i släktet Acaroceras och familjen Microzetidae. Inga underarter finns listade i Catalogue of Life.